# ساردیس (تنسی)
ساردیس(به انگلیسی: Sardis) شهری در ایالت تنسی کشور ایالات متحده آمریکا است که جمعیت آن در سرشماری سال ۲۰۱۰ میلادی، ۳۸۱ نفر بوده‌است.